# Lorenz M. Rheude

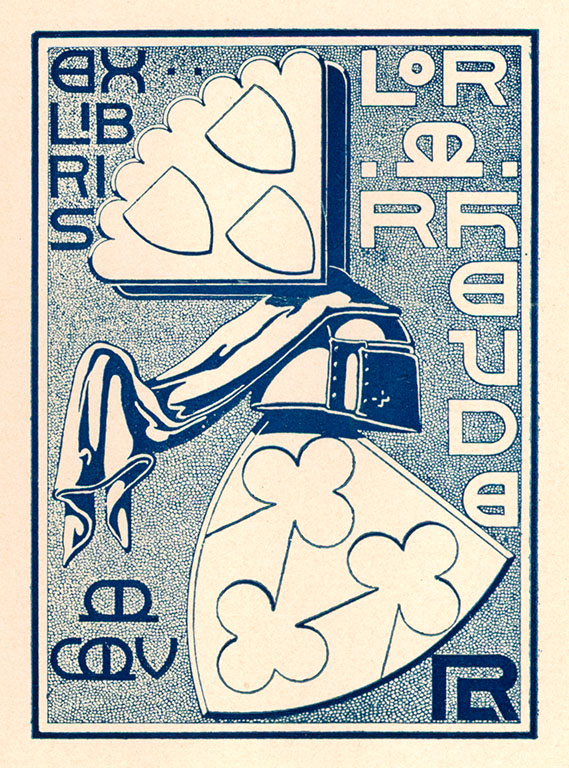
Lorenz M. Rheude: Eigenes Ex Libris, 1905

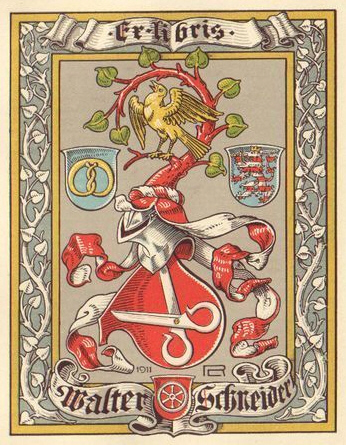
Lorenz M. Rheude: Ex Libris für Walter Schneider, 1911

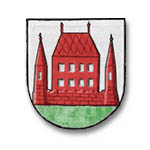
Wappen der Gemeinde Obermenzing, 1922 (Entwurf: Lorenz M. Rheude)

Lorenz Max Rheude (* 17. Dezember 1863 in München; † 1. Mai 1939 ebenda) war ein deutscher Grafiker, Kunstmaler, Heraldiker und Autor heraldischer Aufsätze.

## Leben
Rheude studierte an den Akademien der Bildenden Künste in München und Wien. Um 1904 lebte und arbeitete er in Papiermühle bei Roda in Sachsen-Altenburg. Ab etwa 1922 arbeitete er als künstlerischer Mitarbeiter und heraldischer Beirat des Königlichen Reichsheroldsamts in München.
Er schuf über 350 Exlibris sowie Stadt- und Familienwappen. Rheude war auch Schriftwart des „Herold“, des „Vereins für Wappen-, Siegel- und Familienkunde“ in Berlin, und redigierte den heraldischen Teil der heraldisch-genealogischen Zeitschrift „Roland“ (Dresden) und andere.
Er starb am 1. Mai 1939 und wurde am 4. Mai auf dem Münchener Westfriedhof beerdigt.

## Werke
- Heraldica Curiosa, Eine Sammlung absonderlicher Wappenbilder, in: Archiv für Stamm- und Wappenkunde, 1900. – Neudruck: Verlag Vogt, Papiermühle (Sachsen-Altenburg) 1910
- Wappenbilder-Bogen. Vorlagen für Heraldiker und Familienforscher, für Kunst, Kunstgewerbe und verwandte Gebiete, mit 62 Abbildungen von Lorenz M. Rheude, Herausgeber: Oswald Spohr mit Förderung des „Herold“, Leipzig 1926–Neudruck: Verlag Degener & Co., Neustadt a. d. Aisch o. J.
- 32 Exlibris gez. von Lorenz M. Rheude, mit Vorwort von L. Gerster, Zürich 1902
- Exlibris-Kunst, Band II, 15 Exlibris von Lorenz M. Rheude von 1903 bis 1910, Verlag Carl Löffel, Magdeburg 1910